# Mistrz tańca
Mistrz tańca – polski film grozy z 1968 roku, wyreżyserowany przez Jerzego Gruzę na podstawie noweli Józefa Korzeniowskiego Narożna kamienica, zrealizowany w ramach telewizyjnej serii Opowieści niezwykłe.

## Treść
Akcja filmu rozgrywa się w dwóch planach czasowych. W mieszkaniu pisarza żyjącego w drugiej połowie XX wieku pojawia się wieczorem tajemnicza postać. Józef jest ubrany w strój sprzed stu lat, i dziwnie brzmiącym głosem rozpoczyna opowieść.
Wydarzenia przenoszą się w wiek XIX. Jesiennym wieczorem Józef spaceruje po Warszawie. Spotyka dziwnie wyglądającą postać – mężczyzna w czarnej pelerynie i cylindrze na głowie przygląda mu się bacznie szepcząc: Memento mori. Józef próbuje się oddalić, jednak nie jest w stanie tego uczynić. Wspólnie z niepokojącym towarzyszem (tytułowym mistrzem tańca), wchodzą do lokalu w kamienicy, skąd dobiega gwar.
Prym wśród pijącej wino młodzieży studenckiej wiedzie poeta zwany „wieszczem wieszczów”. Przekonany o swej sile i pewny talentu który pozwoli mu stać się sławnym, artysta wykrzykuje do zebranych: „Na stu domach wypiszę moje imię – nim połysieje moje czoło, nim posiwieją moje włosy!”.
Spojrzenie w oczy stojącego w kącie mistrza tańca sprawia, że poeta upada na podłogę, umierając na oczach przyjaciół.
Przerażony Józef próbuje uciec, jednak bezskutecznie – brama zatrzaskuje się przed nim z hukiem. Podąża więc za mistrzem. Najpierw trafiają do ulokowanego w kamienicy sklepu bławatnego, gdzie pod spojrzeniem mistrza umiera jedna z klientek, rujnująca męża wydatkami na wykwintne stroje. Kolejny przystanek to salon, w którym odbywa się bal. Tutaj umiera żona bogatego starca, kobieta wygodna i nieczuła.
Józef znowu próbuje się oddalić, niezdarnie wymawiając się brakiem czasu. Okazuje się jednak, że jego zegarek nie ma już wskazówek. Milczący mistrz prowadzi Józefa dalej w górę, na kolejne piętra kamienicy. W jednym z mieszkań ksiądz udziela umierającemu staruszkowi ostatniego namaszczenia. Żona starca czeka z ledwie ukrywaną niecierpliwością na jego śmierć, flirtując obok z kochankiem. Oczy mistrza kierują się na kobietę. To ona umiera.
W jednej kamienicy tego samego dnia umiera więc czworo ludzi.
Dotarłszy na najwyższe piętro mistrz tańca mówi przerażonemu, przypartemu do balustrady Józefowi, że nie nadszedł jeszcze jego czas. „Jestem mistrzem tańca. Tańca, który muszą zatańczyć wszyscy!” – mówi tajemniczy mistrz. „Przychodzę wtedy, kiedy najmniej się tego spodziewają, i kiedy wcale o mnie nie myślą”.
Na zakończenie historia zatacza koło, przenosząc się z powrotem w wiek XX, do mieszkania pisarza. Józef po zakończeniu swej opowieści znika równie niespodziewanie jak się pojawił.
W ostatniej scenie mistrz tańca przechadza się ulicami współczesnej Warszawy. Jest on w istocie śmiercią, jego tańcem jest taniec śmierci.

## Obsada
- Kazimierz Rudzki – autor
- Andrzej Łapicki – mistrz tańca
- Bronisław Pawlik – Józef
- Zygmunt Hobot – wieszcz
- Gustaw Lutkiewicz – właściciel sklepu bławatnego
- Ewa Wiśniewska – żona umierającego staruszka
- Piotr Wysocki – kochanek żony umierającego staruszka
- Irena Karel – dama w salonie
- Józef Kostecki – lekarz
- Wiesława Mazurkiewicz – klientka w sklepie bławatnym
- Ignacy Machowski – barman
- Tadeusz Pluciński – ksiądz
- Henryk Szletyński – starszy pan w salonie
- Bogdan Niewinowski – lokaj w salonie
- Mieczysław Stoor – policjant
- Stefan Knothe – młodzieniec w salonie
- Aleksandra Leszczyńska
- Jarosław Skulski